# Intersnack
Intersnack is een snackfabrikant met het hoofdkantoor in Düsseldorf. Het is bekend van de merken Chio’s, POM-BÄR, Heartbreakers, Millies, Tyrrells en het nootjesmerk Jack Klijn. Intersnack Group is ontstaan in 2008 door een fusie van het Duitse Intersnack Knabber-Gebäck met het Duits-Nederlandse The Nut Company en is een 100% dochteronderneming van de suikerfabrikant Pfeifer & Langen. Het bedrijf opereert wereldwijd en heeft fabrieken in Duitsland, Nederland, Frankrijk, Groot-Brittannië, Australië, Tsjechië en Roemenië.

## Geschiedenis

### Intersnack Knabber-Gebäck
De geschiedenis van Intersnack gaat terug tot 1962 toen Carlo (sr.) van Opel een chipsfabriek begon onder de merknaam Chio (Carlo-Heinz-Irmgard-Opel). Carlo en Heinz waren zijn zonen, Irmgard zijn vrouw.
In 1968 begon de Keulse onderneming Pfeifer & Langen eveneens met de productie van chips onder de naam Chipsfrisch. In 1972 ging Chipsfrisch samen met een dochteronderneming van Pfanni in de onderneming Funny-Frisch, die vervolgens in 1977 samen ging met Chio en de Convent-Gruppe oprichtte. In 1990 werd het Tsjechoslowaakse JZD Choustník (sinds 1982) overgenomen, bekend van het merk Bohemia.
In 1995 fuseerde de Convent-Gruppe met Wolf Bergstrasse tot de Intersnack Knabber-Gebäck GmbH & Co. Wolf Bergstrasse was bekend van het merk Goldfischli dat in 1967 werd geïntroduceerd en het merk POM-BÄR dat in 1987 werd geïntroduceerd. In 1998 werd het Franse Vico (sinds 1955) uit Vic-sur-Aisne overgenomen.
In 2006 werd de Roemeense pindafabrikant Flipper Comimpex (sinds 1994) uit Boekarest overgenomen die het merk Fiesta voerde.
In juli 2007 werd het Oostenrijkse Kelly overgenomen door Intersnack. Eveneens in 2007 nam Vico de Franse dochteronderneming van het Duitse Lorenz Bahlsen Snack World over met merken als Curly en Baff.

### The Nut Company
The Nut Company werd in 2000 gevormd door het Nederlandse Granaria Food Group en de Duitse dochteronderneming van May-Werke ültje en Felix, een gezamenlijke onderneming van May-Werke en Intersnack.

### Granaria Food Group
Granaria Food Group bestond voorafgaand aan de fusie uit twee locaties, Doetinchem en Hardinxveld-Giessendam. In Doetinchem stond de voormalige Imko-Gelria fabriek en in Hardinxveld-Giessendam de voormalige Klijn fabriek. Imko was een van oorsprong Schiedams/Rotterdamse handelsonderneming van voor 1943 met een eigen pinda- en koffiebranderij. In 1974 werd Imko overgenomen door handelsmaatschappij Harborn. Deze liet Imko in 1978 fuseren met Gelria Bakkerijgrondstoffen (van 1920)) uit Doetinchem waarna de fabriek in Schiedam werd gesloten. In 1987 ging Harborn failliet. De fabriek in Doetinchem werd overgenomen door handelsmaatschappij Granaria - later vooral bekend geworden door de Granaria-affaire - die in 1997 Klijn uit Hardinxveld-Giessendam aan het concern toevoegde.

### Felix-Knusperfrisch
Felix-Knusperfrisch Verkaufsgesellschaft Daub uit Dortmund begon in 1956 en werd in 1965 overgenomen door de Nederlands-Amerikaanse joint venture Van Nelle-Standard Brands waarna het in 1968 verhuisde naar Schwerte. Vanaf 1968 tot 1970 werd het merk Felix noten ook bij Van Nelle's dochteronderneming Lassie in Zaandam geproduceerd. In 1976 had Standard Brands in het geheim een meerderheidsbelang in Van Nelle genomen en in 1981 fuseerde Standard Brands, inclusief Felix, met Nabisco. In 1988 werd Felix overgenomen van Nabisco door May-Werke. Felix was vooral actief in Frankrijk met de naam Jack Benoit.

### ültje
ültje uit Emden kwam in 1949 voort uit het importbedrijf van Alfred Russell (sinds 1867). ültje was onderdeel van Oetker van 1985 tot 1997. Daarna werd het onderdeel van May-Werke. Na de fusie met Granaria en Felix, verhuisde de fabricage van Emden naar de fabriek van Felix in Schwerte.

### Sinds de fusie
In 2008 werden de Tsjechische firma's Canto in Hradci Králové (sinds 1993) en Perri Crisps & Snacks (sinds 1995) uit Třemošná. De Cantosticks bleven in het assortiment maar de Perrichips verdwenen uit de schappen.
In 2010 werd het Nederlandse Bastini uit Lelystad overgenomen en Brouwer noten/Zuidvruchten, waaronder het merk Happy Nuts. In Roemenië werd in dat zelfde jaar het notenmerk Nutline van Grupul Alka (sinds 1996) overgenomen met hun tijdelijke fabriek in Filipeștii de Pădure. De productie werd overgeheveld naar Brașov.
In 2013 werd KP Snacks overgenomen van United Biscuits. In 2013 wordt SnackPartners met het merk Trüller overgenomen.
In 2014 werd het Noorse Estrella Maarud overgenomen van investeringsmaatschappij Herkules met fabrieken in het Noorse Disenå (Maarud), het Zweedse Angered (Estrella) en Litouwse Kaunas en hoofdkantoren in Oslo (Estrella) en Gothenburg (Maarud). De groep produceerde chips onder de merknamen Estrella, Maarud en Taffel (die laatste in Denemarken, niet te verwarren met Finse Taffel van Orkla).
In 2015 ging Intersnack een joint venture aan met het Kroatische Franck onder de naam Adria Snack Company. In 2018 verkocht Frank zijn deel aan Intersnack en ging Adria Snack verder onder de naam Intersnack Adria. Hierdoor kwamen ook de merken Čipi Čips, Kroki Kroket, Tip Top, My Chips en de notenlijn van Franck in handen van Intersnack.
In 2018 nam Intersnackdochter KP Snacks het eveneens Engelse Tyrrells over van The Hershey Co.. Met deze overname kwam ook het Duitse Aroma Snacks en de Australische Yarra Valley en The Wholesome Food Co. in handen van Intersnack. In juni van hetzelfde jaar namen ze ook de Europese - voornamelijk Engelse - activiteiten van het Amerikaanse Popchips over, die vanaf 2012 op de Europese markt actief waren.
In 2018 ging Intersnack een alliantie aan met het Spaanse Grefusa.
In 2019 werd de locatie in Cloppenburg, oorspronkelijk een Pfanni-lokatie, gesloten.